# Akazu
Akazu foi uma organização informal de extremistas hutus cujos membros contribuíram fortemente para o genocídio ruandês em 1994. Um círculo de parentes e amigos próximos do então presidente de Ruanda Juvénal Habyarimana e sua influente esposa Agathe Habyarimana,  também foram chamados de Rede Zero, por seu objetivo de um Ruanda com zero tutsis. 

## Contexto
O Akazu eram parentes e outros conhecidos de Habyarimana do seu distrito no norte de Ruanda; eles ocuparam importantes cargos de autoridade nomeados no regime hutu. O Akazu não desejava dividir o governo com os tutsis (particularmente os rebeldes expatriados residentes em Uganda) ou com os hutus moderados. Eles contribuíram para o desenvolvimento da ideologia do Poder Hutu e geraram ressentimento contra os tutsis durante a década de 1990. Alguns estudiosos acreditam que sua ideologia genocida e os massacres foram um esforço para manter o poder político que haviam conquistado desde que Habyarimana chegou ao poder em um golpe militar contra o governo eleito. 

## Membros conhecidos
- Protais Zigiranyirazo[1]
- Seraphin Rwabukumba[1]
- Coronel Elie Sagatwa[1]